# Hour Passion
Hour Passion est une filiale de distribution créée en 2004 qui appartient au Swatch Group et spécialisée dans la vente multimarque d’horlogerie et de bijouterie.
Distribuant, depuis fin 2012, dans des outlets les marques moyen et haut de gamme du Swatch Group, l'enseigne Hour Passion est également présente en aéroports avec un portefeuille de marques plus développé.
En 2025, son réseau est constitué d’environ 70 boutiques situées en Suisse, en France, au Royaume-Uni, en Irlande, en Allemagne, en Italie, en Autriche, en Espagne, aux Pays-Bas,en Pologne, aux États-Unis, au Canada, au Japon, en Corée du Sud, à Taïwan, en Malaisie, à Hong Kong ou encore en Thaïlande.